# Il ciclo di vita degli oggetti software
Il ciclo di vita degli oggetti software (The Lifecycle of Software Objects) è un romanzo di fantascienza di Ted Chiang del 2010 che tratta il tema dell'intelligenza artificiale.
L'opera ha vinto il Premio Hugo e il Premio Locus per il miglior romanzo breve del 2011.

## Storia editoriale
Questo romanzo breve è la prima opera di più ampio respiro edita da Ted Chiang che, prima di Il ciclo di vita degli oggetti software, aveva pubblicato solo racconti, seppure di successo. L'intenzione di Chiang era quella di esplorare lo sviluppo di un'intelligenza artificiale e in particolare il processo di apprendimento e di crescita che porta un semplice software a diventare qualcosa di diverso: un essere dotato di autocoscienza. Intorno a questi temi, secondo l'autore spesso trascurati dalla fantascienza, si dipana la storia del romanzo.
L'opera si è aggiudicata nel 2011 il Premio Hugo per il miglior romanzo breve e il Premio Locus per la stessa categoria; nel 2012 ha vinto il Premio Italia e il Premio Seiun; nel 2019 è stata inclusa nella raccolta di racconti di Ted Chiang intitolata Respiro (Exalation), vincitrice nel 2020 del Premio Locus per la migliore antologia.

## Trama
(Il ciclo di vita degli oggetti software, Ted Chiang)
Ana Alvarado, dopo aver lavorato come istruttrice in uno zoo, accetta un nuovo incarico presso la Blu Gamma, un'azienda informatica che sta sviluppando i cosiddetti "digienti", avatar dotati di intelligenza, che saranno messi in vendita per essere allevati in un mondo virtuale chiamato Data Earth
Il compito di Ana è educare i digienti nella fase sperimentale, collaborando con gli sviluppatori del software, tra cui Derek Brooks.
Il progetto ha successo e i digienti vengono acquistati in gran numero tanto da spingere altre aziende a sviluppare prodotti simili; al modello della Blu Gamma, basato sul "motore genomico" denominato "Neuroblast",  si affiancano i modelli delle concorrenti: gli "Origami" e i "Faberge". Una ditta, la SaruMech, ha addirittura sviluppato una periferica hardware, un corpo robotico che consente ai digienti, seppure con moltissime limitazioni, di interagire con i proprietari nel mondo reale. Ben presto, però, la moda va scemando tanto da spingere la Blu Gamma e le altre aziende ad abbandonare lo sviluppo e la vendita dei digienti. La chiusura contemporanea di Data Earth, una sorta di Second Life, il mondo virtuale nel quale i digienti vivono e interagiscono con gli altri, determinerà per forza di cose, il loro isolamento; in particolare saranno costretti all'emarginazione i digienti Neuroblast, il cui mancato aggiornamento del software non gli consente di migrare nel nuovo ecosistema virtuale che sostituisce Data Earth. Alcuni proprietari sono entrati in empatia con i propri digienti che, seppure digitali, sono vere e proprie creature senzienti; l'affezione è tanta da spingere alcuni proprietari a costituirsi in associazione per cercare fondi e sponsor per sovvenzionare l'upgrade dei loro Neuroblast. Ana e Derek, quest'ultimo un disegnatore di digienti per la Blu Gamma, dopo il licenziamento dovuto alla chiusura del progetto, hanno ottenuto l'affido di alcuni digienti a cui continuano a impartire addestramento ed educazione.
Tutti i tentativi di ottenere l'upgrade dei Neuroblast sono vani, nonostante i tentativi dei proprietari dei digienti. In particolare Ana, affidataria del digiente Jax e Derek, affidatario di Marco e Polo, hanno pervicacemente per anni continuato a curare con amore le intelligenze artificiali Neuroblast tanto da trascurare per loro le relazioni sociali e la vita familiare. L'unica possibilità di ottenere i fondi per sovvenzionare l'upgrade, sembrerebbe venire da una società, la "Desiderio binario", che vorrebbe utilizzare i digienti come partner sessuali. Il progetto prevede la duplicazione delle intelligenze artificiali, il loro trasferimento dentro corpi robotici, la riprogrammazione del software per provare sentimenti d'amore prima e il loro affidamento a partner umani. Seppure la scelta di ogni proprietario e di ciascun digiente sarebbe assolutamente volontaria, la decisione non è priva di dubbi di carattere etico. Tuttavia i digienti sono oramai maturi e pronti a prendere decisioni in maniera autonoma, fortemente intenzionati a ottenere l'emancipazione legale.

## Personaggi
Ana AlvaradoEx educatrice di animali in uno zoo. Su proposta di un'amica accetta l'impiego presso l'azienda informatica Blu Gamma come educatrice dei digienti, ossia degli avatar intelligenti.
RobynLavora per la Blu Gamma e riesce a far assumere presso l'azienda l'amica Ana.
Derek BrooksLavora per la Blu Gamma come disegnatore di digienti. È innamorato di Ana ma non ha il coraggio di dichiararsi.
MaheshDirigente della Blu Gamma.
Marco e PoloI digienti adottati da Derek, fortemente intenzionati a ottenere l'emancipazione legale.
JaxIl digiente di Ana.
WendyLa moglie di Derek, dal quale si separerà, non sopportando le troppe attenzioni che il marito riserva ai digienti. Lavora come programmatrice di attori virtuali.
KyleIl marito di Ana. Non condivide l'affetto che la moglie prova per i digienti, ma sopporta la situazione.
Jennifer ChaseLavora per la "Desiderio binario", un'azienda che vorrebbe utilizzare i digienti come partner sessuali.

## Edizioni
- (EN) Ted Chiang, The Lifecycle of Software Objects, 1ª ed., Burton (Michigan), Subterranean Press, 2010.
- Ted Chiang, Il ciclo di vita degli oggetti software, traduzione di Francesco Lato, Odissea Fantascienza, Delos Books, 2011,  p. 140, ISBN 9788865301838.
- (ES) Ted Chiang, El ciclo de vida de los objetos de software, in Terra Nova: Antología de ciencia ficción contemporánea, Sportula, 2012,  p. 348, ISBN 978-84-940867-3-1.
- (DE) Ted Chiang, Der Lebenszyklus von Software-Objekten, in Das wahre Wesen der Dinge, Golkonda, 2014,  p. 284, ISBN 978-3-944720-17-3.
- (EN) Ted Chiang, The Lifecycle of Software Objects, in Exhalation, 1ª ed., Alfred A. Knopf, 2019, ISBN 978-1101947883.
- Ted Chiang, Il ciclo di vita degli oggetti-software, in Respiro, traduzione di Christian Pastore, Milano, Frassinelli, 2019, ISBN 9788893420563.